# Delpuenteblattidae
Delpuenteblattidae – wymarła rodzina owadów z rzędu karaczanów i nadrodziny Blattoidea. Występowała w triasie na terenie dzisiejszej Argentyny. Obejmuje dwa znane rodzaje.

## Taksonomia
Takson ten wprowadzony został w 2007 roku przez Rafaela G. Martinsa-Neto, Oscara F. Gallego i Anę M. Zavattieri. Zalicza się doń dwa rodzaje: Delpuenteblatta i Lariojablatta, przy czym klasyfikacja doń tego drugiego jest niepewna. Rodzaj Delpuenteblatta jest monotypowy (zawiera jeden gatunek) i opisany został przez tych samych autorów, w tej samej publikacji, na podstawie skamieniałości pochodzących z formacji Potrerillos, odnalezionych w potoku nazwanym „Quebrada del Puente” na terenie argentyńskiej prowincji Mendoza. Rodzaj Lariojablatta obejmuje dwa gatunki, jeden opisany razem z Delpuenteblatta z tego samego stanowiska, a drugi opisany dwa lata wcześniej na podstawie skamieniałości znalezionych w formacji Los Rastros na terenie Los Chañares w argentyńskiej prowincji La Rioja. Wszystkie wymienione skamieniałości pochodzą z karniku w triasie. 

## Morfologia
Karaczany te miały pokrywy o lekko zaostrzonych wierzchołkach, osiągające od 7 do 10 mm długości i od 3 do 4 mm szerokości. Tylna żyłka radialna rozgałęziała się dając cztery odnogi, z których ostatnia (RP4) osiągała kostalny brzeg pokrywy mniej więcej w ¾ jego długości. Żyłka medialna była falista. Przednia żyłka medialna dawała również cztery odnogi, a punkty początkowe odnóg od drugiej do czwartej były na wyrównane z punktami początkowymi odpowiednich odnóg tylnej żyłki radialnej, co uznano za apomorfię rodziny. Wszystkie odnogi przedniej i tylnej żyłki medialnej miały swój koniec na wierzchołkowej krawędzi skrzydła. Jako apomorię rodziny wskazano także znajdujący się na analnej krawędzi pokrywy w odległości ⅓ od jego wierzchołka punkt końcowy długiej i falistej tylnej żyłki kubitalnej. Pole analne zajmowało ⅓ długości i ⅔ szerokości pokrywy.